# Демократически сговор
Демократическият сговор е българска политическа партия, съществувала от 1923 г. до забраната на партиите през 1934 г.
През по-голямата част от съществуването си Демократическият сговор е основната управляваща партия, което я поставя на трето място по продължителност на управление, след Българската комунистическа партия и Народнолибералната партия. През 1932 г. от Демократическия сговор се отделя симпатизиращата на италианския фашизъм и националсоциализма партия Демократически сговор (Александър Цанков).

## История
След извършването на Деветоюнския преврат през 1923 г. неговите организатори от Военния съюз и Народния сговор се стремят към създаване на партия, която да създаде стабилна политическа и парламентарна основа за новото управление. За тази цел те най-вече разчитат на партиите от Конституционния блок, чиито лидери са изпратени в затвора от предишното правителство на Александър Стамболийски.
След като разпускат Конституционния блок, в края на юли и началото на август Демократическата, Радикалдемократическата и Обединената народно-прогресивна партия образуват коалицията Съюз за демокрация. На 10 август тя се обединява с Народния сговор, образувайки Демократическия сговор.
В първото Изпълнително бюро на партията влизат по двама представители на четирите организации – Кимон Георгиев и Тодор Кулев от Народния сговор, Венелин Ганев и Кънчо Миланов от Народно-прогресивната партия, Рашко Маджаров и Александър Гиргинов от Демократическата партия и Петко Стоянов и Никола Найденов от Радикалдемократическата партия. Четиричленна група – Кимон Георгиев, Венелин Ганев, Георги Данаилов и Тодор Влайков – изработва първите Програмни начала на партията.
През следващите месеци в Демократическата и Радикално демократическата партия нараства недоволството от централизацията на организацията и превръщането ѝ в единна партия. В началото на 1924 г. големи части от тях се отделят от Сговора, възстановявайки двете стари партии.
През цялото съществуване на Демократическия сговор в него има три относително ясно разграничени групи. Едната, ръководена от Александър Цанков е свързана с бившия Народен сговор, а другите две, начело с Андрей Ляпчев и Атанас Буров – с традиционните партии, съответно Демократическата и Обединената народно-прогресивна партия. Тези фракции често влизат в открит конфликт, застрашаващ на няколко пъти стабилността на правителството.
Така през есента на 1925 г. нараства напрежението между Цанков и военния министър Иван Вълков, но партията успява да се консолидира, съставяйки нов кабинет, начело с Ляпчев. В началото на 1928 г. привържениците на Цанков и новосъздадения кръг „Звено“ се противопоставят на подготвяния от правителството Стабилизационен заем, като 30 депутати от Сговора, гласуват с опозицията срещу него, а министърът на железниците, пощите и телеграфите Кимон Георгиев подава оставка.
Вътрешната опозиция се групира около редактирания от Петър Тодоров вестник „Лъч“, поради което представителите ѝ често са наричани лъчисти. Те се обявяват за по-силна намеса на държавата в икономиката, ограничаване на партизанските назначения в администрацията и действия срещу Вътрешната македонска революционна организация. В отговор Ляпчев прави някои отстъпки, като отстраняването на военния министър Иван Вълков. В самата група на лъчистите настъпва разцепление през 1930 година, когато трима нейни членове получават места в кабинета, а по-крайните противници продължават да критикуват правителството, като през ноември се стига до окончателен разрив между тях. Крайната опозиция все повече се дистанцира от Демократическия сговор, консолидирайки се около Политическия кръг „Звено“.
След загубата на изборите през 1931 тези противоречия се засилват и през пролетта на 1932 крилото на Александър Цанков окончателно се отделя от партията. След забраната на политическите партии след Деветнадесетомайския преврат през 1934 Демократическият сговор престава да съществува, въпреки че отделни негови лидери продължават да бъдат политически активни, участвайки в организации като опозиционната Петорка.

## Участия в правителства
Второ правителство на Александър Цанков (22 септември 1923 – 4 януари 1926) – коалиция с Българската работническа социалдемократическа партия
- министерство на външните работи и изповеданията – Христо Калфов
- министерство на вътрешните работи и народното здраве – Иван Русев
- министерство на народното просвещение – Александър Цанков
- министерство на финансите – Петър Тодоров
- министерство на правосъдието – Янко Стоянчов, Рашко Маджаров, Цвятко Бобошевски
- министерство на търговията, промишлеността и труда – Цвятко Бобошевски, Димитър Христов
- министерство на земеделието и държавните имоти – Янаки Моллов
- министерство на обществените сгради, пътищата и благоустройството – Янко Стоянчов
- министерство на железниците, пощите и телеграфите – Янаки Моллов, Рашко Маджаров

Първо правителство на Андрей Ляпчев (4 януари 1926 – 12 септември 1928) – самостоятелно
- министерство на външните работи и изповеданията – Атанас Буров
- министерство на вътрешните работи и народното здраве – Андрей Ляпчев
- министерство на народното просвещение – Никола Найденов
- министерство на финансите – Владимир Моллов
- министерство на правосъдието – Тодор Кулев
- министерство на търговията, промишлеността и труда – Цвятко Бобошевски
- министерство на земеделието и държавните имоти – Димитър Христов
- министерство на обществените сгради, пътищата и благоустройството – Славейко Василев
- министерство на железниците, пощите и телеграфите – Кимон Георгиев, Никола Найденов

Второ правителство на Андрей Ляпчев (12 септември 1928 – 15 май 1930) – самостоятелно
- министерство на външните работи и изповеданията – Атанас Буров
- министерство на вътрешните работи и народното здраве – Андрей Ляпчев
- министерство на народното просвещение – Никола Найденов
- министерство на финансите – Владимир Моллов
- министерство на правосъдието – Тодор Кулев
- министерство на търговията, промишлеността и труда – Цвятко Бобошевски
- министерство на земеделието и държавните имоти – Димитър Христов
- министерство на обществените сгради, пътищата и благоустройството – Славейко Василев
- министерство на железниците, пощите и телеграфите – Рашко Маджаров

Трето правителство на Андрей Ляпчев (15 май 1930 – 29 юни 1931) – коалиция с Националлибералната партия
- министерство на външните работи и изповеданията – Атанас Буров
- министерство на вътрешните работи и народното здраве – Андрей Ляпчев
- министерство на народното просвещение – Александър Цанков
- министерство на финансите – Владимир Моллов
- министерство на правосъдието – Кънчо Миланов
- министерство на търговията, промишлеността и труда – Димитър Мишайков
- министерство на земеделието и държавните имоти – Григор Василев
- министерство на обществените сгради, пътищата и благоустройството – Георги Данаилов
- министерство на железниците, пощите и телеграфите – Петко Стайнов

## Лидери
- 1923 – 1926: Александър Цанков
- 1926 – 1933: Андрей Ляпчев

## Видни дейци
- Цвятко Бобошевски
- Атанас Буров (1875 – 1954)
- Григор Василев (1883 – 1942)
- Славейко Василев (1879 – 1944)
- Кимон Георгиев (1882 – 1969)
- Георги Данаилов (1872 – 1939)
- Христо Калфов (1883 – 1945)
- Тодор Кулев (1878 – 1942)
- Андрей Ляпчев (1866 – 1933)
- Рашко Маджаров (1874 – 1943)
- Кънчо Миланов (1871 – ?)
- Янаки Моллов (1882 – 1948)
- Владимир Моллов (1873 – 1935)
- Никола Найденов (1880 – 1939)
- Иван Русев (1872 – 1945)
- Петко Стайнов (1890 – 1972)
- Янко Стоянчов (1881 – 1927)
- Петър Тодоров (1881 – 1955)
- Йосиф Фаденхехт (1873 – 1953)
- Димитър Христов (1871 – 1944)
- Александър Цанков (1879 – 1959)
- Димитър Мишайков (1883 – 1945)